# Горбали
Горбали (укр. Горбалі) — село в Бродовской городской общине Золочевского района Львовской области Украины.
Население по переписи 2001 года составляло 36 человек. Занимает площадь 0,17 км². Почтовый индекс — 80644. Телефонный код — 3266.